# Muhammed Taher Pascha
Muhammed Taher Pascha (* 1879; † 29. Januar 1970) war ein ägyptischer Arzt und der Gründer der Mittelmeerspiele.
Er war Vorsitzender des Nationalen Olympischen Komitees von Ägypten und Mitglied des IOC von 1952 bis 1957. 1948 schlug er den Mittelmeerländern vor, einen eigenen sportlichen Wettbewerb, ähnlich den Olympischen Spielen, auszurichten. Die ersten Mittelmeerspiele fanden dann 1951 statt.
| Personendaten    | Personendaten                                     |
| ---------------- | ------------------------------------------------- |
| NAME             | Taher Pascha, Muhammed                            |
| KURZBESCHREIBUNG | ägyptischer Arzt und Gründer der Mittelmeerspiele |
| GEBURTSDATUM     | 1879                                              |
| STERBEDATUM      | 29. Januar 1970                                   |